# Берлинский вопрос

Четыре сектора оккупации Берлина в соответствии с решениями Ялтинской конференции

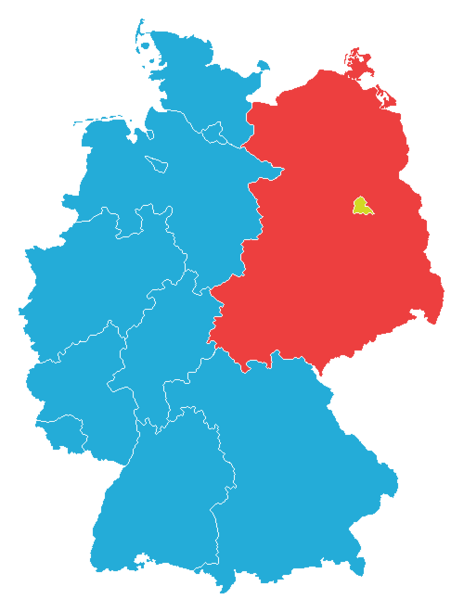
Фактически признанный статус-кво с возведением Берлинской стены: ФРГ (синим цветом), ГДР и Восточный Берлин (красным цветом) и де-юре не принадлежащий ФРГ Западный Берлин (жёлтым цветом)

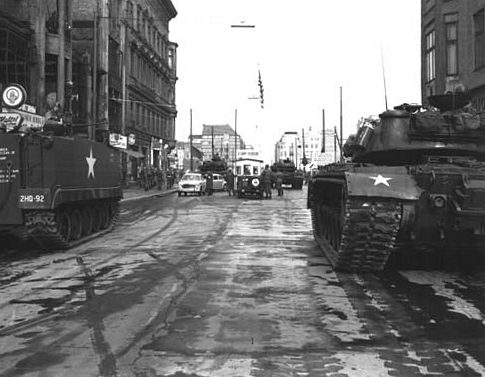
Берлинский кризис 1961 года: Противостоящие друг другу советские и американские танки у КПП Чарли 27 октября 1961 года

«Берлинский вопрос» — название, которое получила в политике проблема статуса оккупированного и разделённого на четыре оккупационных сектора Берлина в период с 1945 по 1990 годы. Она рассматривается как часть «германского вопроса», актуального в эту же историческую эпоху.
В «берлинском вопросе» выделяется пять уровней:
- внутриполитический — с точки зрения обоих немецких государств (Федеративной Республики Германия и Германской Демократической Республики), стремившихся к всеобъемлющей интеграции Берлина или как минимум их части города;
- внешнеполитический — с точки зрения держав-победительниц во Второй мировой войне (Великобритании, США, СССР, Франции), желавших сохранить своё влияние на Берлин;
- геостратегический — вытекающий из «островного» расположения Берлина внутри советской зоны оккупации Германии;
- государственно- и международно-правовой — охватывающий правовой статус Берлина и его правовых отношений с обоими немецкими государствами;
- гуманитарный — связанный с человеческими страданиями, причинёнными населению в связи с разделом города.

Наиболее важные события в связи с «берлинским вопросом»:
- Ялтинская конференция 1945 года, на которой державы-победительницы произвели раздел Германии на четыре оккупационные зоны, а Берлина — на четыре оккупационных сектора;
- введение немецкой марки на территории оккупационных зон западных держав и одновременно в западных секторах Берлина, приведшее к экономическому разделу Германии;
- ответная блокада Берлина в 1948-1949 годах, блокировавшая снабжение западных секторов города, приведшая к созданию берлинского воздушного моста;
- Берлинские кризисы конца 1950-х годов, связанный с предъявленным СССР ультиматумом, требовавшим вывода войск западных союзников с территории Западного Берлина;
- возведение Берлинской стены в 1961 году, приведшее к физическому разделу города;
- последующая разрядка и заключение Четырёхстороннего соглашения по Западному Берлину 1971 года, регулировавшее статус Берлина;
- постепенное свыкание всех участвующих сторон со сложившейся ситуацией в течение 1970—1980-х годов и
- падение Берлинской стены в 1989 году и окончательное решение берлинского вопроса в ходе объединения Германии 1990 года.

## Четырёхсторонний статусВосточного Берлина
Если вначале четырёхсторонний статус Берлина признавался Советским Союзом и ГДР, то в 1950-е годы последовало постепенное стирание его признаков. В частности это выразилось в:
- 1953 год: отмена временных удостоверений личности (Behelfsmäßigen Personalausweis) для жителей Восточного Берлина;
- 1961 год: ликвидация организации СДПГ в Восточном Берлине;
- 1961 год: отмена свободы перемещения населения в Берлине;
- 1962 год: введение обязательной военной службы и присутствие Национальной народной армии;
- 1967 год: отмена паспортного контроля на границе между Восточным Берлином и ГДР;
- 1976 год: отмена раздельного публикования законов ГДР в официальном вестнике Восточного Берлина;
- 1979 год: участие Восточного Берлина в прямых выборах в Народную палату ГДР.

Остаточные явления четырёхстороннего статуса, сохранившиеся до 1990 года:
- свобода передвижения советских и западных военных патрулей во всём Берлине;
- единый центр безопасности полётов в здании союзнического Контрольного совета;
- расположение министерства обороны ГДР за пределами Берлина (в Штраусберге);
- совместная охрана тюрьмы для военных преступников в Шпандау (до 1987 года).